# Новоукраинка (Раздельнянский район)
Новоукра́инка (укр. Новоукраїнка) — село Раздельнянской городской общины Раздельнянского района Одесской области Украины. Административный центр старостинского округа.

## Физико-географическая характеристика

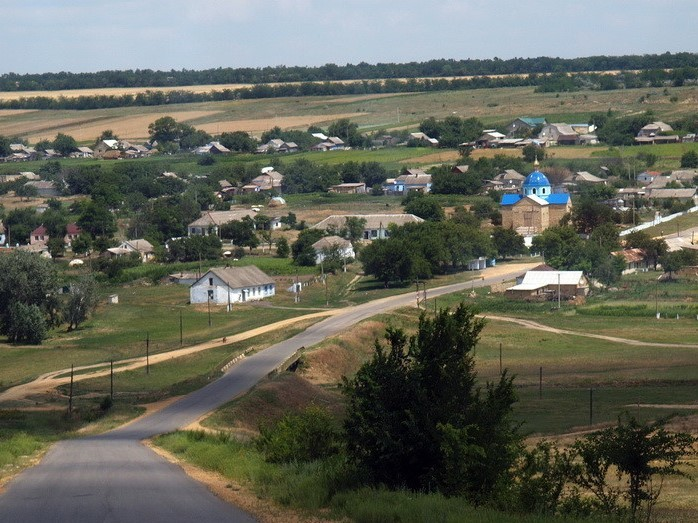
Вид на село Новоукраинка

Расположена на берегах часто пересыхающей речки Свиная, впадающей в Егоровский ставок (Свиное Озеро) около с. Егоровка, в долине балки Карпов Яр (Куртов Яр), восточный склон которой пологий и длинный, а западный, поросший лесом склон, крутой с затяжным подъёмом на вершине которого имеются остатки старых, заброшенных катакомб, где добывался камень ракушечник для строительства села.
Село пересекает автомобильное шоссе территориального значения Т-1618, соединяющее трассу государственного значения М-05 Одесса-Киев с г. Раздельная. Физическое расстояние до административного центра общины и района (город Раздельная) — 18 км, по автомобильной дороге — 22 км. Физическое расстояние до г. Одесса 52 км, по автомобильной дороге — 62 км.

## История

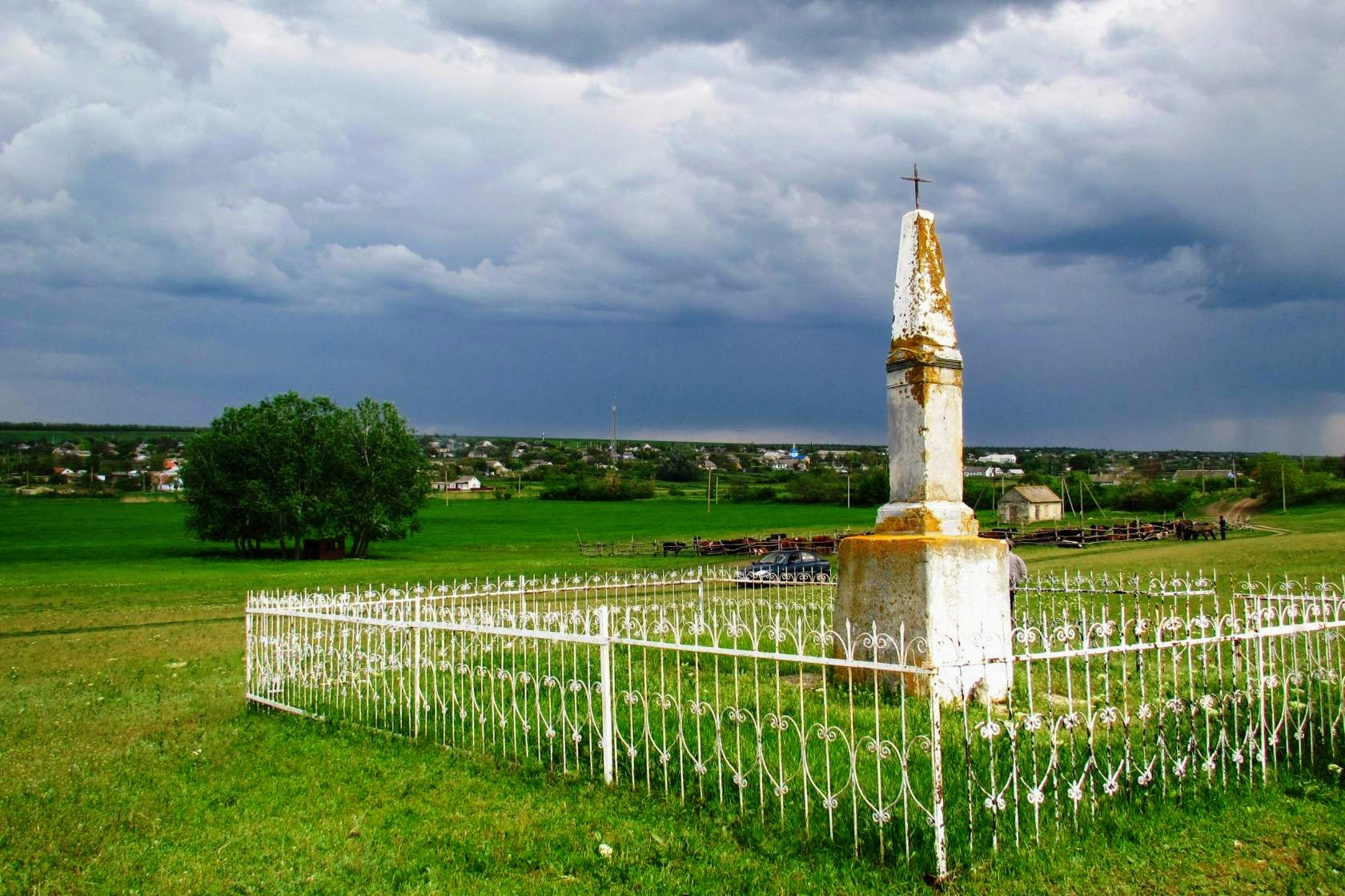
Могила основателя села, пана Курта.

### Российская империя
Новоукраинка основана в 1793 г. как дача капитана Курты, отсюда и название села Куртовка, которым село именовалось до 1930 г. До настоящего времени, на окраине села, на месте бывшего имения и сада, сохранилась могила и мраморный памятник полковнику Курту. На памятнике епитафия: «Кому добро делал, благодарности не имел»

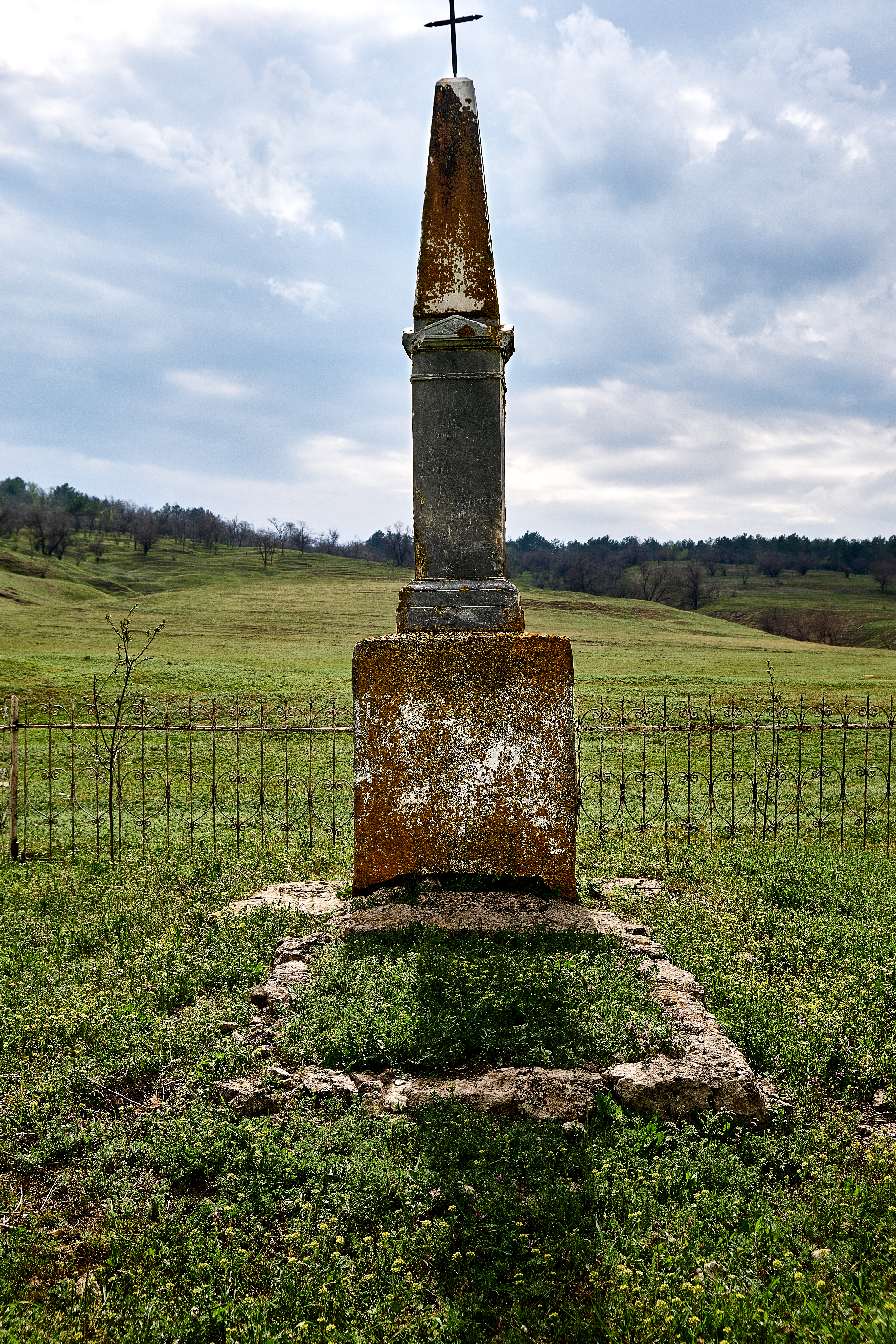
Памятник на могиле основателя села пана Курта.

С 1804 г. по март 1919 г. Куртовка была волостным центром Куртовской волости, площадь которой составляла 60,4 вёрст, дворов 416, жителей 2225 чел. В 1858 г. в Куртовке насчитывалось 124 двора с 681 (359 муж. и 322 жен.) жителей.
К 1896 г. в волостном центре Куртовка было дворов — 269, жителей 1354 (727муж. и 627 жен.). Имелась православная Рождества Богородичи церковь,2 школы и три лавки.
Рядом с Куртовкой были расположены деревня Константиновка (Староконстантиновка) — основана Константином Бицилли (прапрадед Петра Бицилли) в 1795 г., куртовские хутора (Синюка и Лановлюка).

### Украинская ССР
Советская власть установлена в январе 1918 г. В июне 1920 года в селе организован комнезам. 2 марта 1920 г. в с. Куртовка был организован ревком. Первым его главой был Бабий Иван Семенович, а первый орган Советской власти организован 1 августа 1920 г.
1921 г. был годом страшного голода в селе. В 1922 г. произошло новое районирование Одесского уезда и волость была названа Буденовской, а с 1930 по 1965 г. село именовалось Буденовкой.
До Второй мировой войны в селе было три колхоза.

### Вторая мировая война
94 жителя села сражались с врагом на фронтах войны. 37 человек погибли, в их честь в центре села установлен памятник, где на мемориальной доске запечатлены имена павших воинов. 51 житель села награждён, за храбрость и мужество, орденами и медалями СССР.
Из Буденовки изгнала немецко-румынских захватчиков коно-механизироваными войсками генерала армии Плиева, в апреле 1944 года. В середине мая 1944 г. в селе расположился запасной 200 полк. Хозяйства села и школа были разграблены, разорены и практически уничтожены оккупантами. Вновь назначенным председателям колхозов: Полищук Николаю Павловичу (к-з им. Кирова), Матвееву Максиму Михайловичу (к-з им. Ленина) и Чистякову Степану Николаевичу (к-з им. Буденого) нужно было возрождать колхозы в условиях отсутствия сельхозинвентаря, транспорта, сельхозтехники. Преодолевая огромные трудности, они как потомственные хлеборобы организовали работу таким образом, что сумели справиться с посевной компанией и заложить фундамент для восстановления и развития хозяйств села. Со временем все наладилось и эти три колхоза были реорганизованы в один колхоз им. Шевченка.

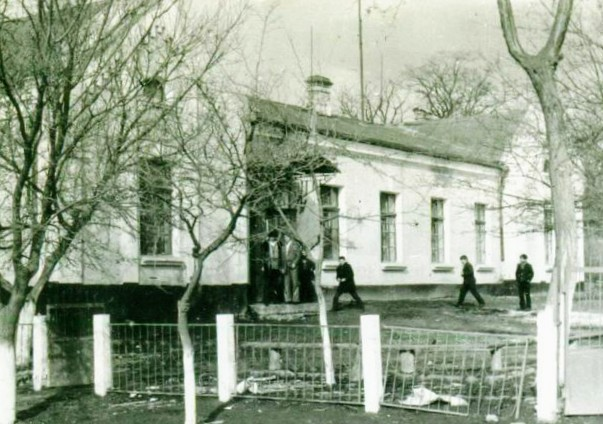
Здание старой школы. Сейчас его уже нет.

Жители села сумели сохранить здание школы, так как оккупанты готовились его взорвать.

### Послевоенное время
В апреле 1944 г. в село прибыл первый послевоенный директор школы — Данилюк Николай Иванович, который принял школу в очень неприглядном состоянии. Оккупантами была сожжена вся мебель, парты, наглядные пособия, в класах обвалившиеся потолки, хлам, выбиты окна и стекла, из довоенной средней школы, которая славилась своей учебно-воспитательной работой ничего не осталось, кроме искалеченного здания. Николай Иванович собрал оставшихся учителей: Олейниченко Нину Петровну, Бондаренко Елену Кондратьевну, Цыбульскую Ефросинью Степановну, Марченко Екатерину Прокоповну, завхоза Олейниченко Семен Семеновича и они своими силами очистили школу от хлама, мусора и в течение нескольких недель выполнили ремонт школы. Но не было никакого школьного инвентаря, поэтому директор школы обратился с заявлением и просьбой к командиру 200 полка о помощи и она была оказана. Полк выделил 10 столов, 20 скамеек и пианино, а также предоставил две подводы и по окрестным селам собрали 25 парт. По линии районо поступило 35 учебников, 100 тетрадей и незначительное количество канцелярских принадлежностей, один карандаш делили на троих учащихся. Также прибыли вновь присланные учителя и школа в положенное время, 1 сентября с 320 учениками начала обучение. Со временем все налаживалось и невзирая на трудности школа успешно завершила учебный процесс 1944—1945 гг. Это были самые трудные годы восстановления из разрухи. В середине шестидесятых годов был построен ещё один учебный корпус. В девяностых годах была построена и в 2000 г. открыта новая школа, а старые корпуса демонтировали.
В 1950 г. на восточной окраине села началась работа по строительству новой улицы. Быстрыми темпами было построено жильё, куда были поселены переселенцы из западной Украины, насильно вывезены, по указке Сталина с родных им мест. Большая часть их была переселена из села Телешница Ошварово.

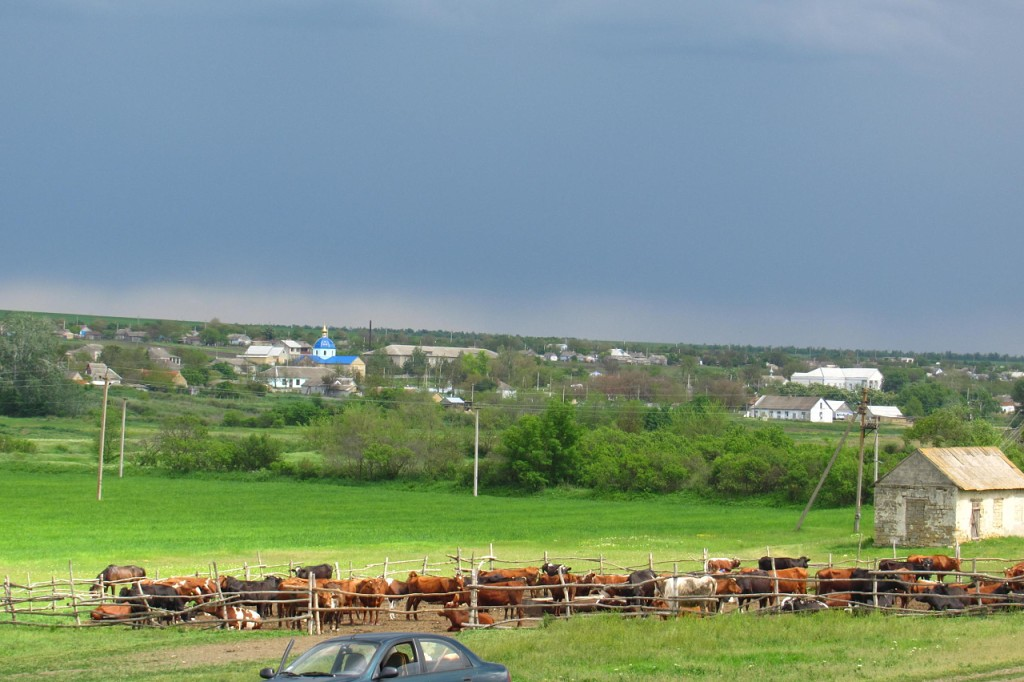
Новоукраинка

В 1965 году село было переименовано в Новоукраинку. На территории села находился усадьба колхоза им. Шевченко, за которым закреплено 7058 га сельскохозяйственных угодий, в том числе 5157 га пахотной земли. Были подсобные предприятия — мельница и лесопильня. Хозяйство зернового и животноводческого направления. До середины шестидесятых годов вокруг села большие площади были заняты под виноградники и сады, но после реформ всё было уничтожено.
В селе работала средняя школа, где 24 учителя обучали 335 учащихся. Была больница на 25 коек, аптека, библиотека, три специализированных магазина, АТС, почта и т. д. В селе дворов — 580, жителей — 1744 чел.. В селе был построен и открыт Дом Культуры со зрительным залом на 400 мест.
В Доме культуры работали танцевальный и вокальный кружки. Участников всего около 50 человек. Выступали в основном в селе на праздники, а ещё в Раздельной каждый год на Рождественском фестивале и на празднике Масленицы. Выезжали со вкусностями на медовый фестиваль, который проходил в Раздельной.

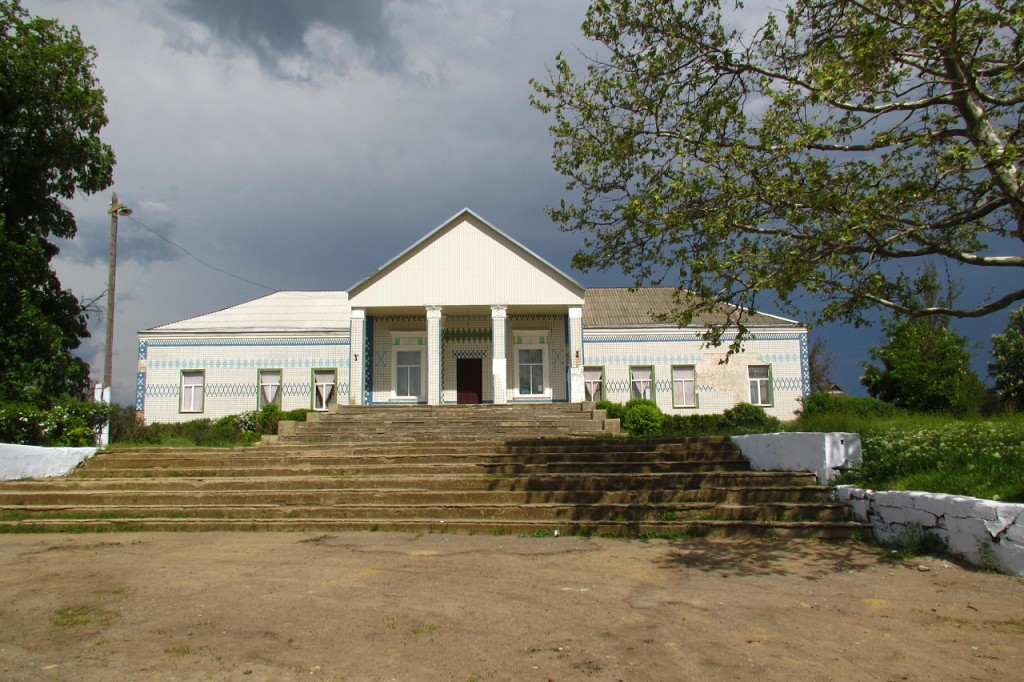
Дом культуры села Новоукраинка.

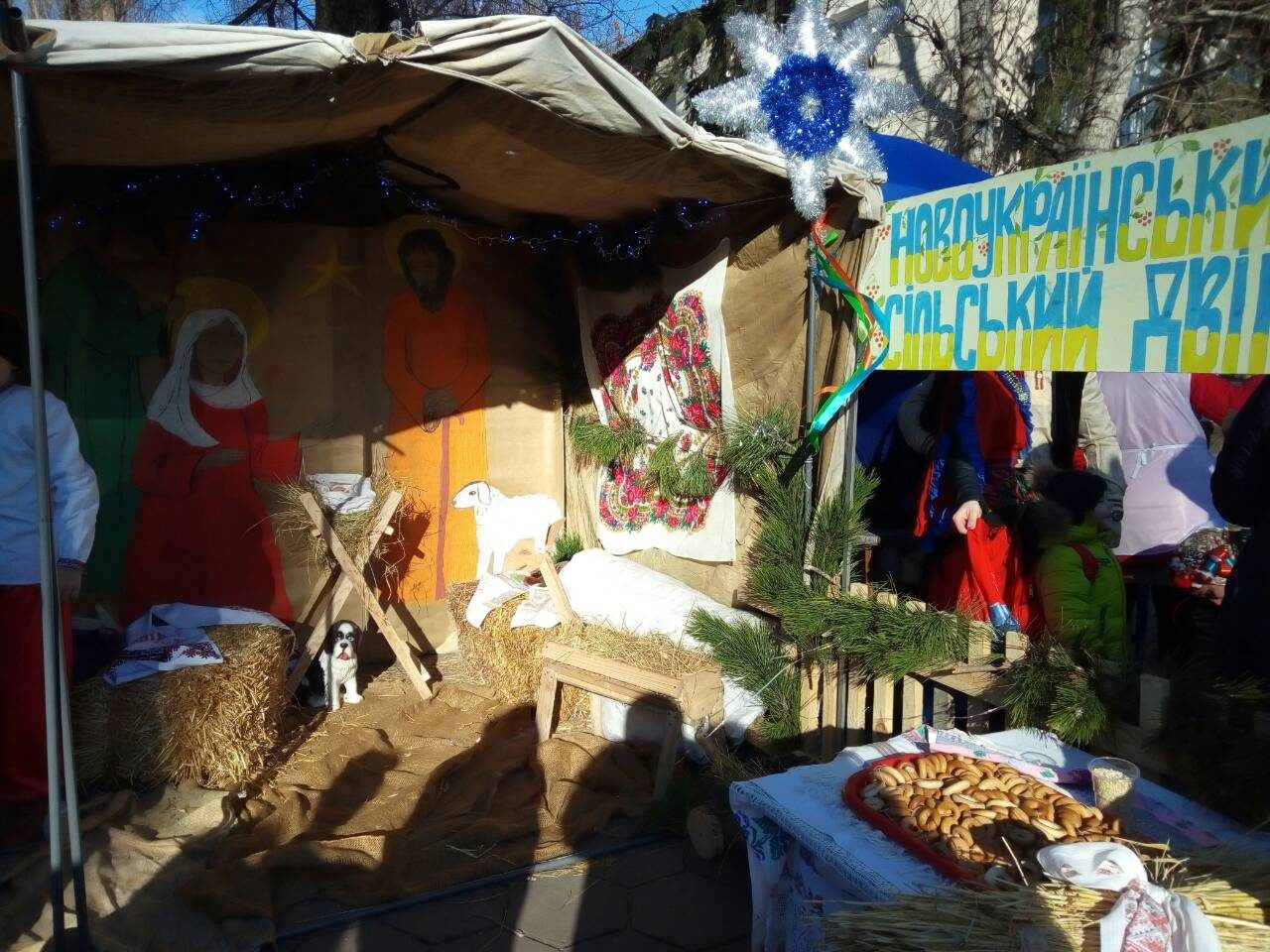
Новоукраинский сельский двор.

В 1969 году был открыт музей боевой и трудовой славы, сейчас это здание используется как церковь, так как прежняя церковь была разрушена.

Здание музея с. Новоукраинка. Затем в нем была временная церковь

### Современность
В настоящее время жителями села восстановлена Церковь Рождества Пресвятой Богородицы, настоятель отец Олег.

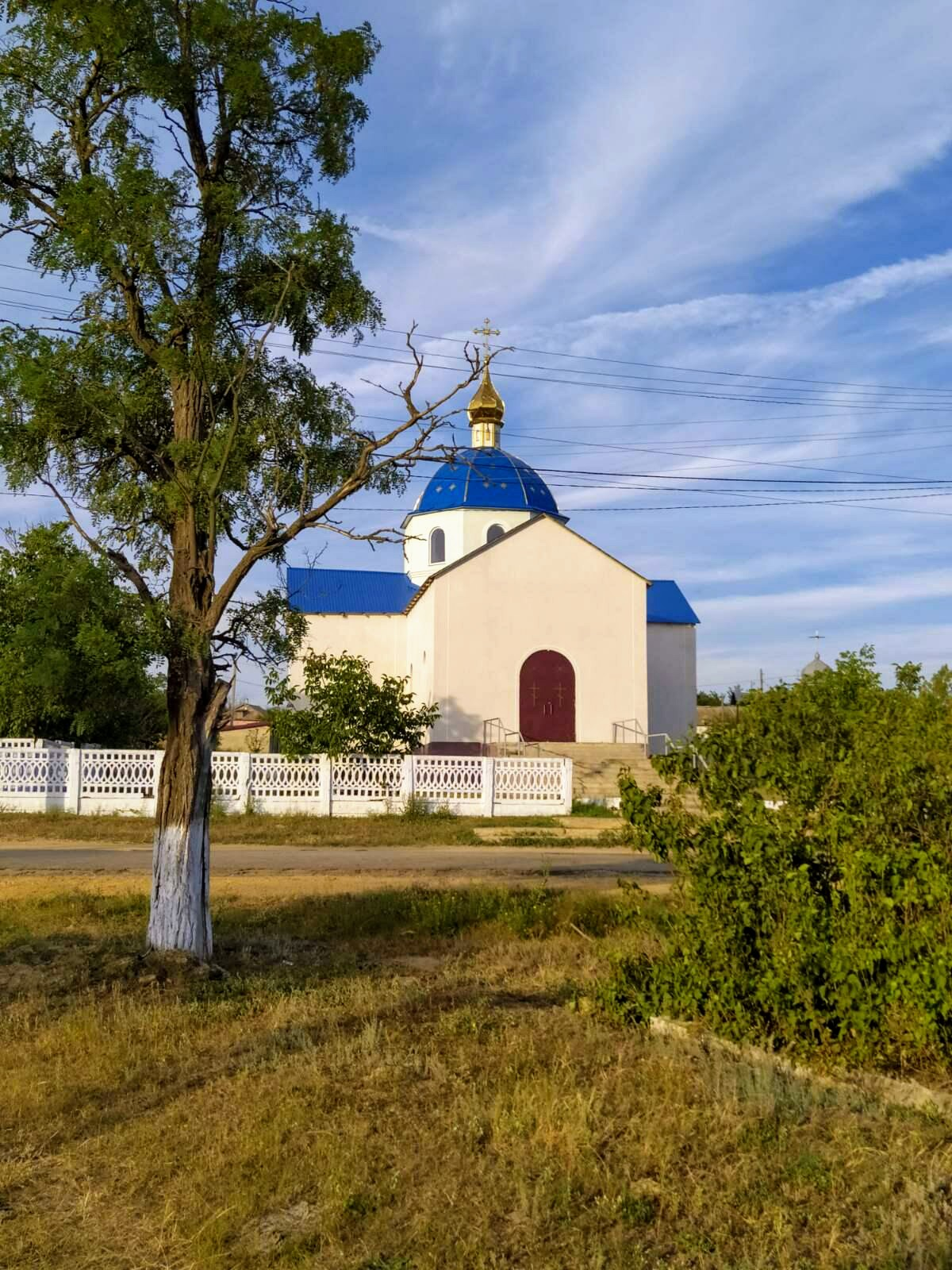
Церковь Рождества Богородицы. Новоукраинка.

В 2018 году в помещении Новоукраинской ООШ открылся ДОУ на 24 мест для детей от 3 до 6 лет, и школа теперь имеет статус Новоукраинский НПК «ООШ 1-3 ступеней — ДУЗ», директор Кандюк Оксана Николаевна.
В школе за 2 года заменены все окна на пластиковые, деньги выделил сельский совет.

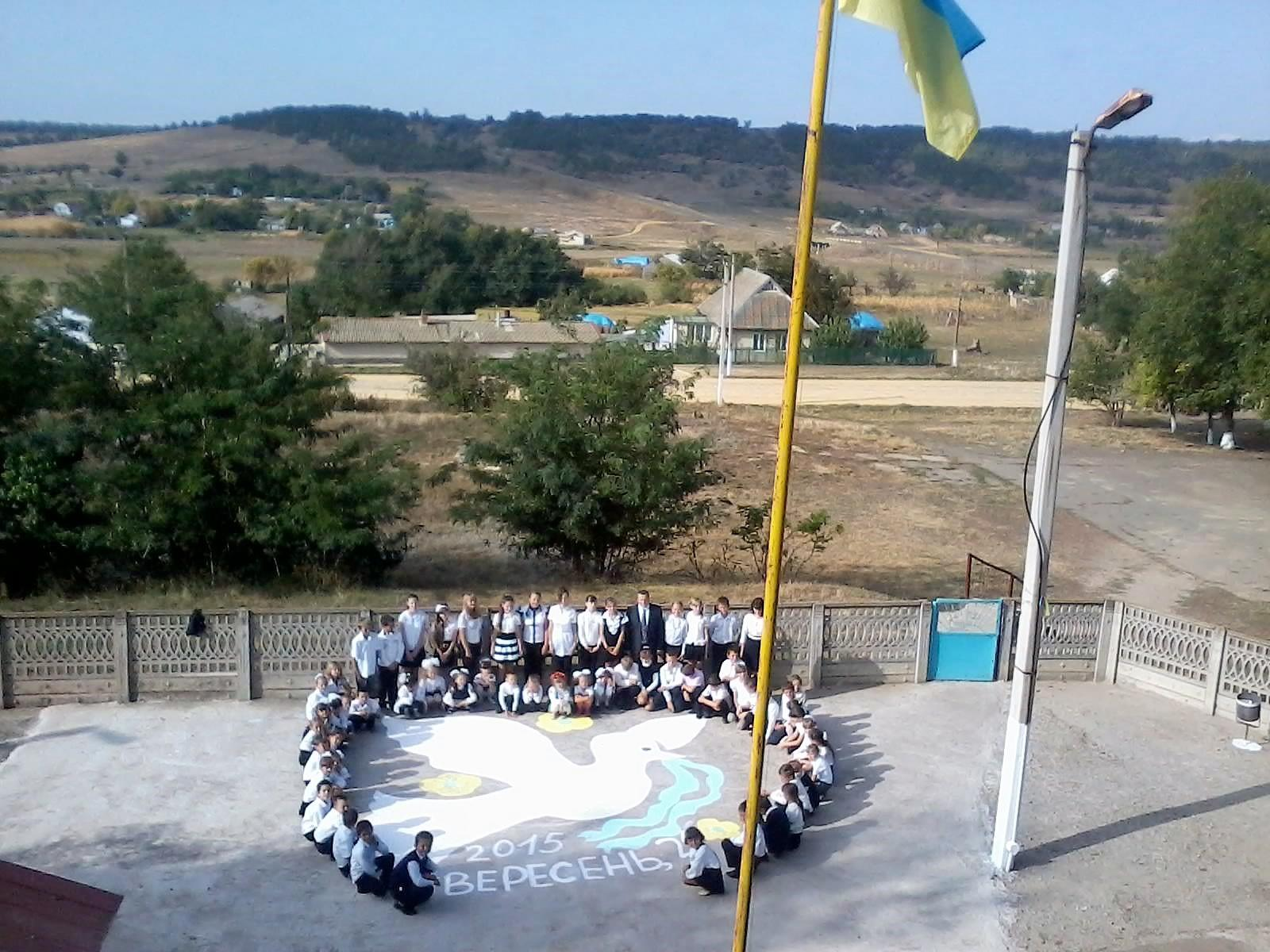
Учащиеся школы.

За достижения в труде 26 колхозников были награждены медалями и орденами СССР. Большой вклад и заметный след внесли в развитие села, а также хорошую память о себе, среди односельчан, оставили: Качуренко Иван Иванович — бригадир второй полеводческой бригады, Вынар Иван Григорьевич — бригадир строительной бригады , Бабич Федор Алексеевич — преподаватель математики и физики, Данилюк Николай Иванович — преподаватель химии и биологии, Журбенко Михаил Ильич — мастер виртуозной игры на различных инструментах, на плечах которого держались различные кружки и художественная самодеятельность школы и села, Штах Евгения Сидоровна — учительница украинского языка и литературы, Олейниченко Иван Семенович — учитель истории. Вынара Николая Ивановича — учителя.
Новоукраинский сельский совет управляющий орган в селе во главе с 12 депутатами. В настоящее время председатель сельского совета — Яслык С. С.

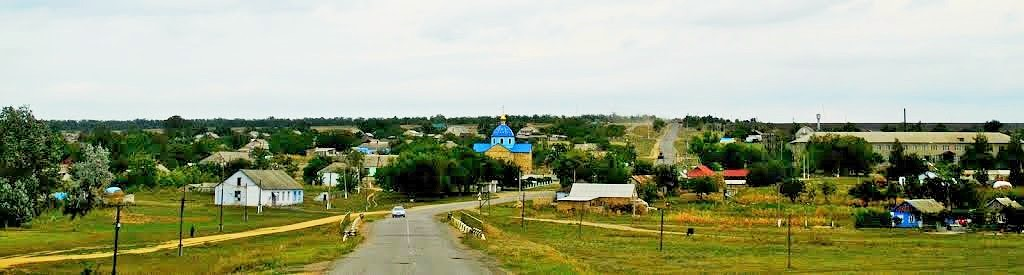
Новоукраинка. Одесской обл.
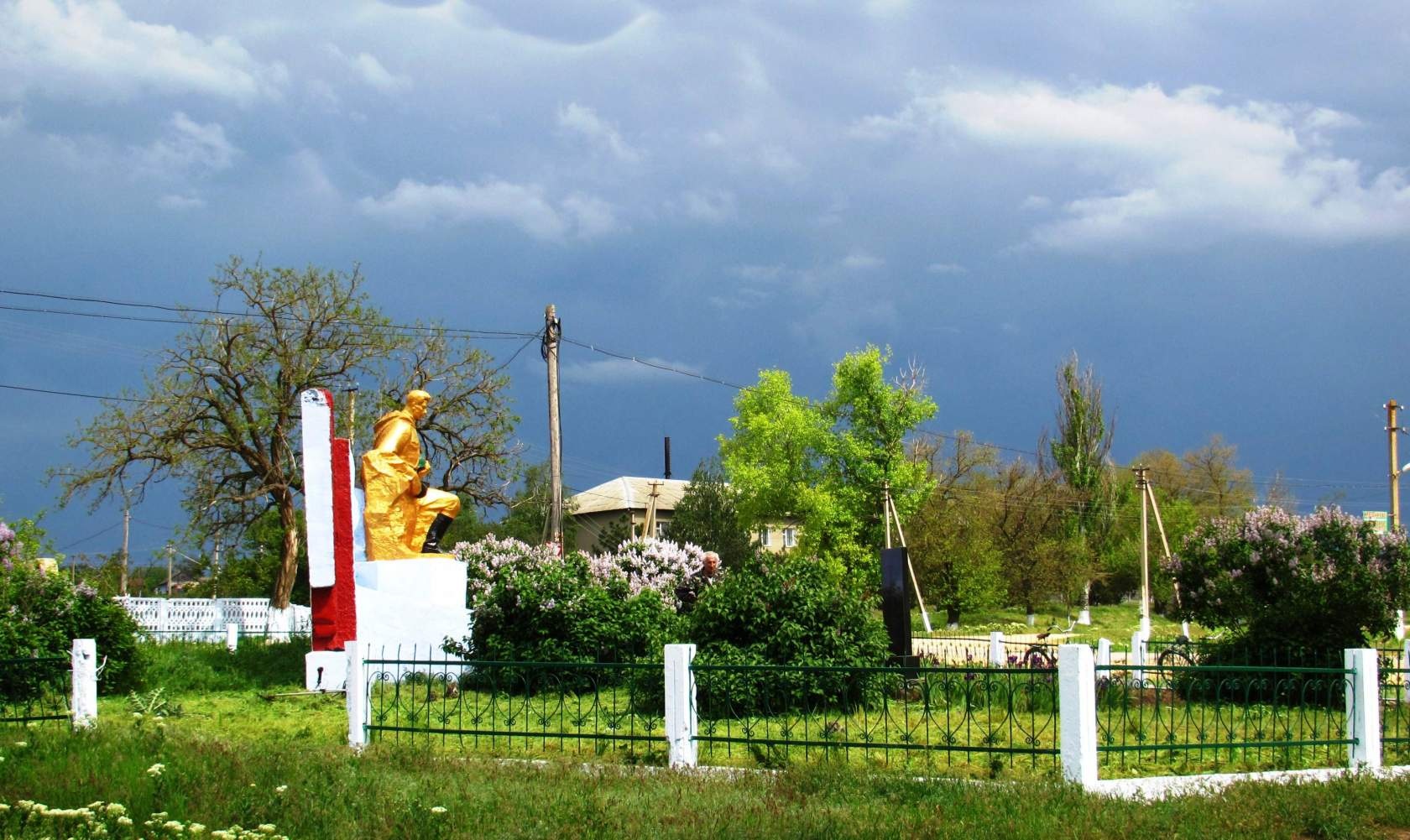
Памятник павшим в ВОВ
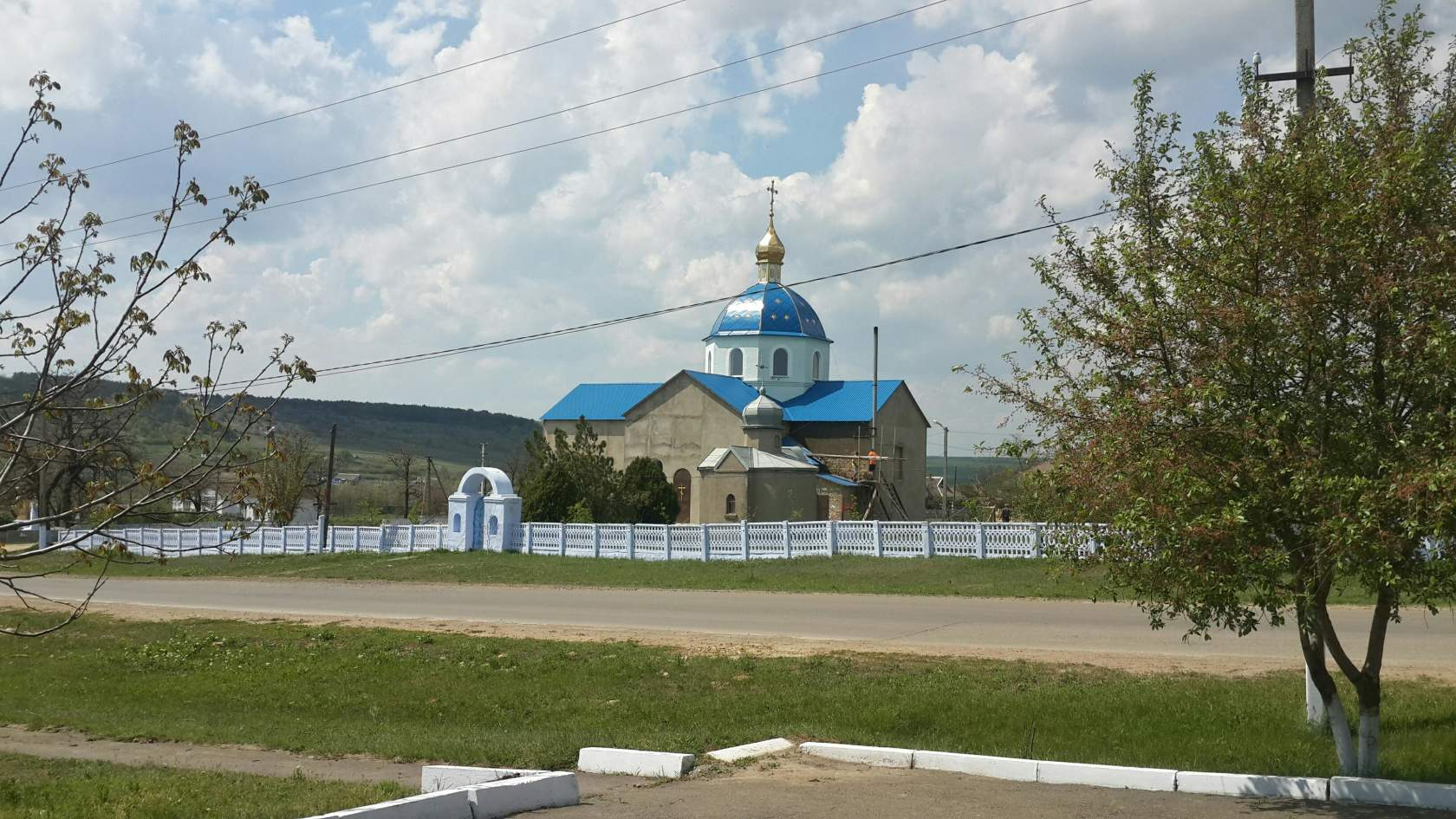
Церковь в селе Новоукраинка
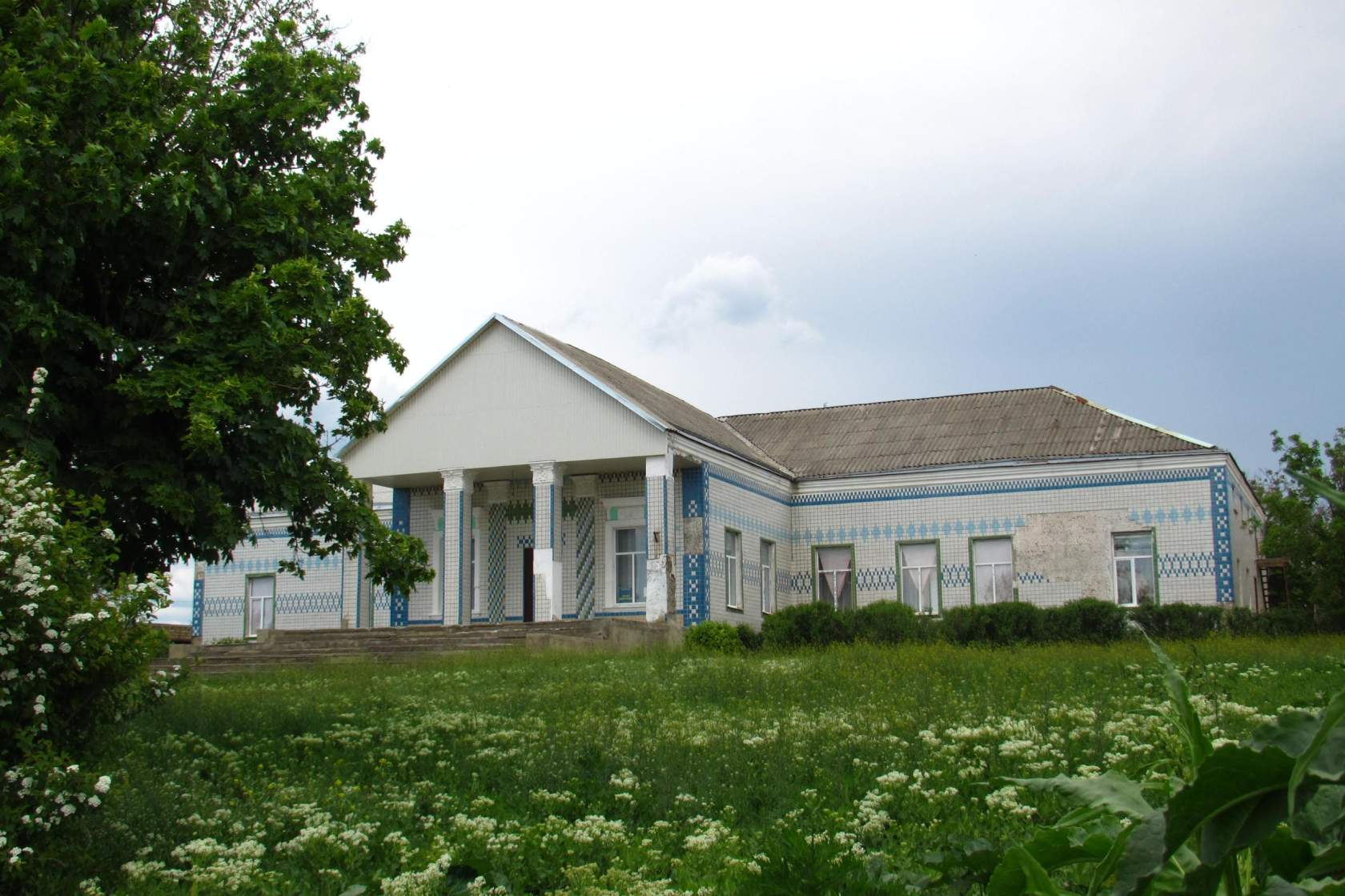
Дом культуры
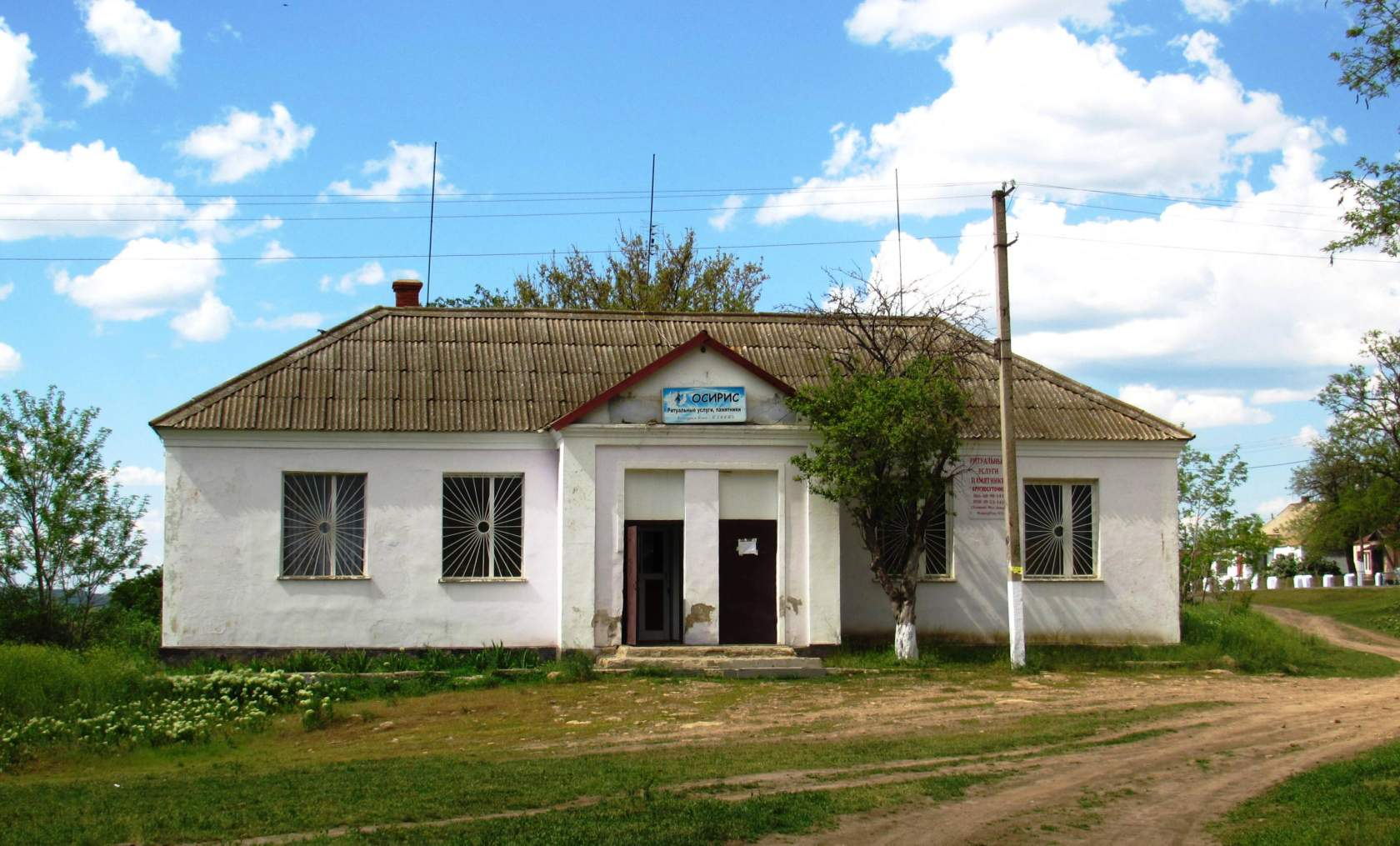
Сельмаг
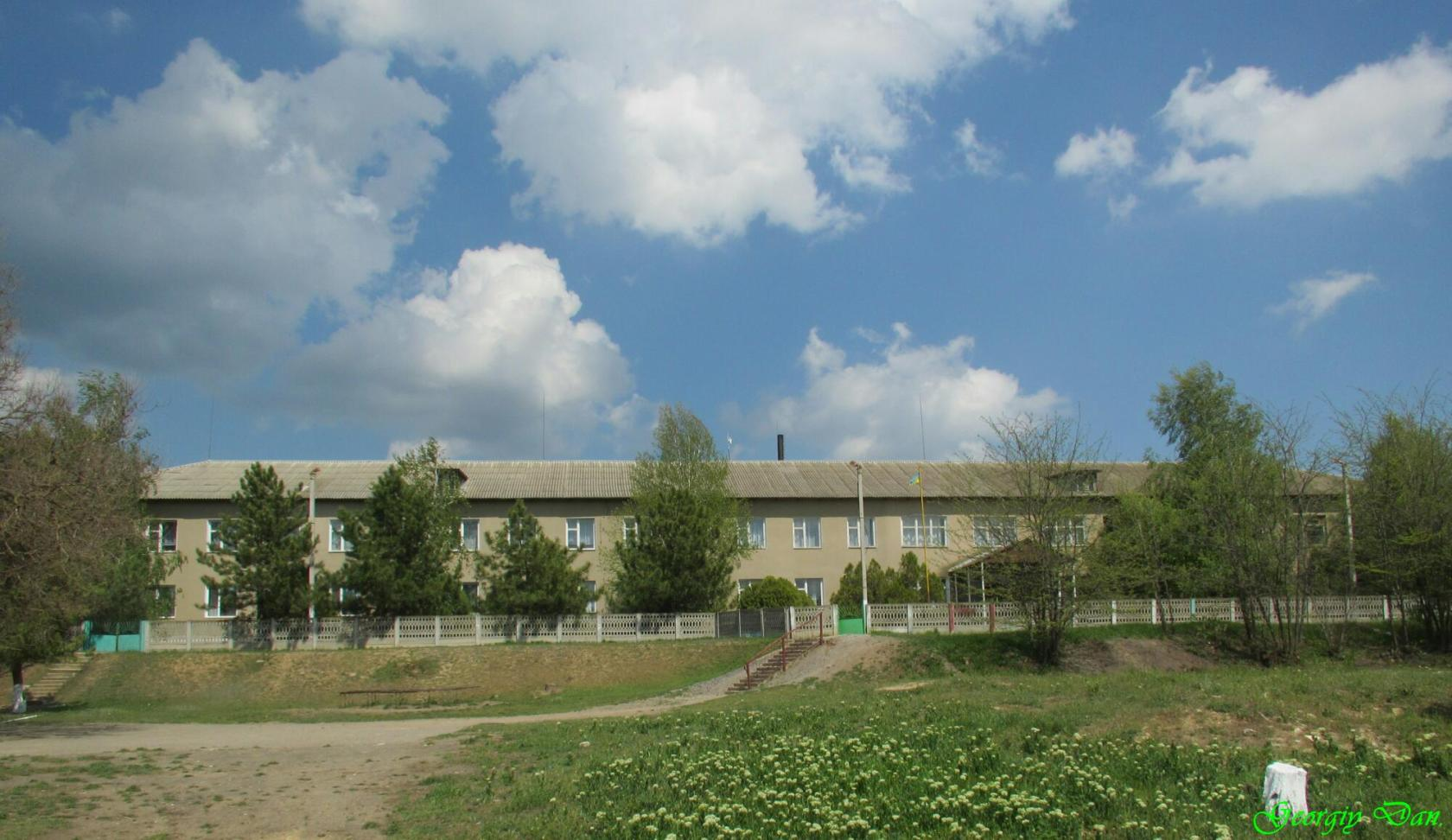
Новоукраинская средняя школа
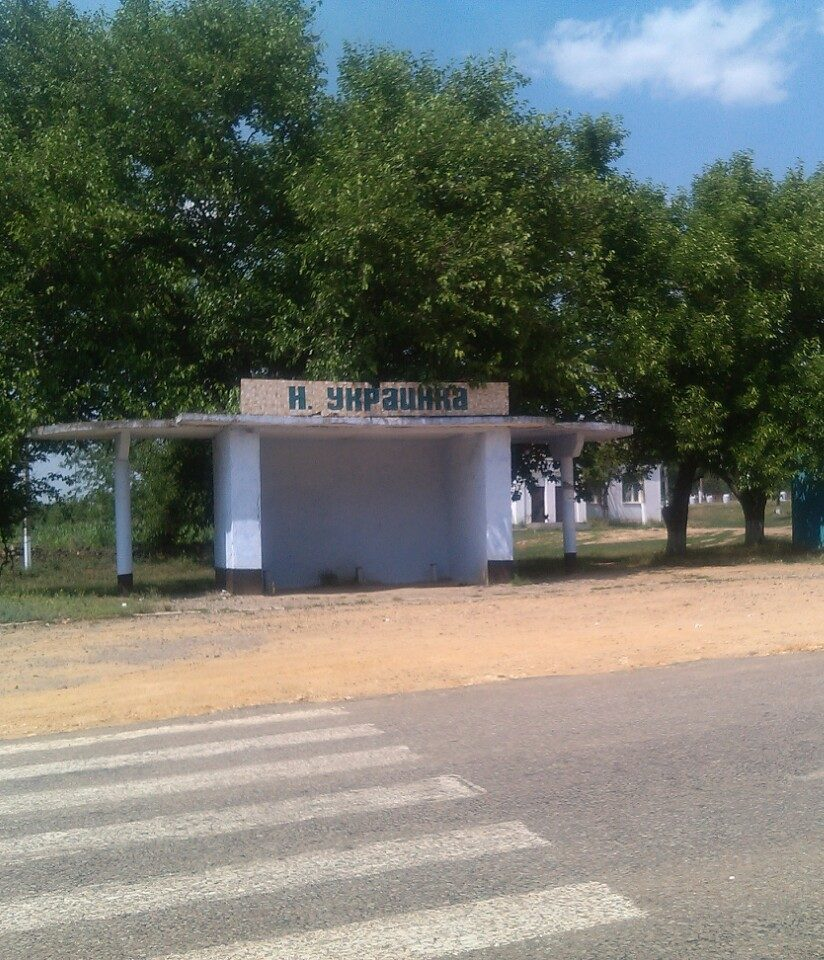
Автобусная остановка
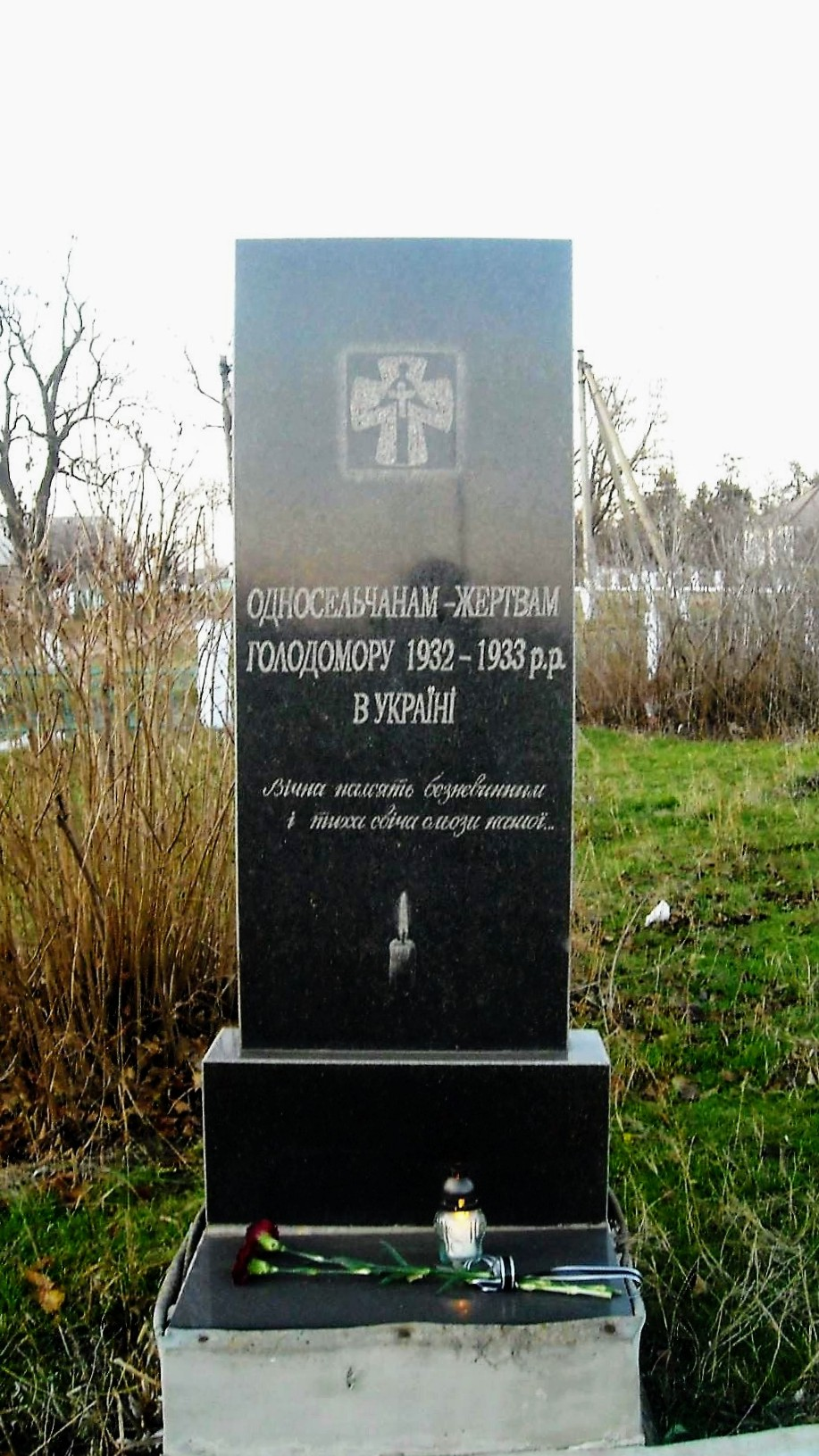
Памятник жертвам голодомора

## Известные уроженцы
- Лилица Петр Иванович — Герой Социалистического труда[8]

- Щербаков Олег Николаевич — Герой Советского Союза.

- Щербаков Дмитрий Николаевич — доктор исторических наук Одесского Государственного университета им. Мечникова.

- Олейниченко, Галина Васильевна (1928—2013) — народная артистка РСФСР, ведущая солистка Одесского, Киевского оперных театров, с 1957 г. Большого театра СССР.

- Бабич Владислав Федорович — доцент, кандидат технических наук, преподаватель Одесского Политехнического университета.[9]

В настоящее время[когда?] работает в ОНАХТ, кафедра электромеханики и инженерной графики, факультет компьютерных систем и автоматизации.
- Девятых Галина Николаевна — научный сотрудник института биологии южных морей им. Ковалевского, академии наук Украины.

- Новацкий Владимир Николаевич — доцент, кандидат экономических наук, городской голова г. Южный.[10]

- Себов Георгий Николаевич — Директор Калининградского филиала ФГУП «Росморпорт»[11] Алексеенко (Михайлова)Любовь Акимовна — экономист, участник строительства Волгоградской ГРЭС